# Веттрінген (Баварія)
Веттрінген (нім. Wettringen) — громада в Німеччині, розташована в землі Баварія. Підпорядковується адміністративному округу Середня Франконія. Входить до складу району Ансбах. Складова частина об'єднання громад Шиллінгсфюрст.
Площа — 21,46 км2. Населення становить 988 ос. (станом на 31 грудня 2020).

## Галерея

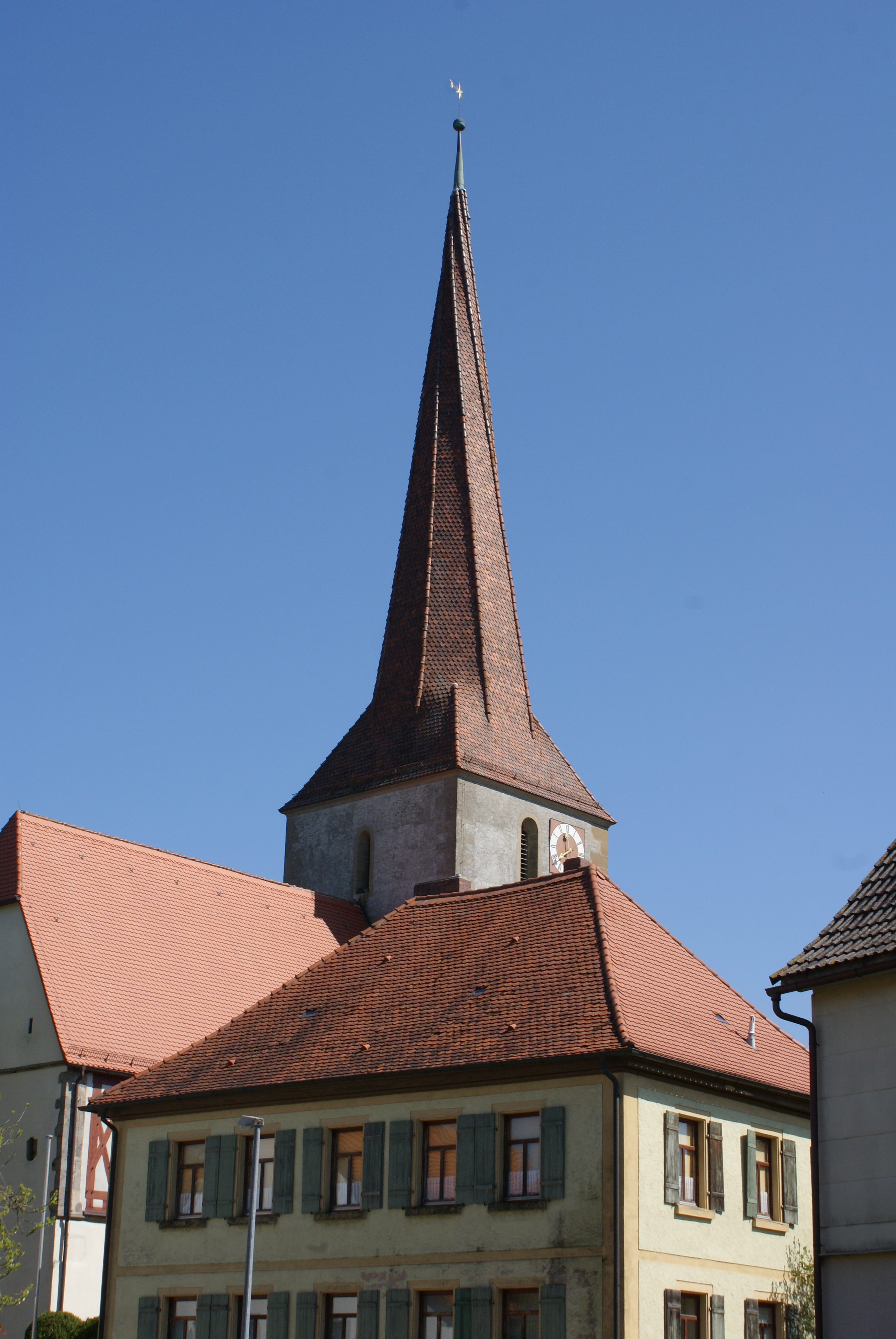